# 高槻警察署
高槻警察署（たかつきけいさつしょ）は、大阪府警察が管轄する警察署の一つ。大阪府警察の管轄人口では吹田警察署に次いで2番目に多い。
警察署現庁舎が老朽化のため、2027年度（令和9年度）完成予定で、南芥川町付近に新庁舎建設を計画中である。

## 管轄区域
- 高槻市
- 三島郡島本町

## 所在地
- 大阪府高槻市野見町2番4号
  - JR京都線 高槻駅
  - 阪急京都本線 高槻市駅

## 交番

### 高槻市
- 阿武野交番  - 高槻市氷室町四丁目12番1号
- 安岡寺交番  - 高槻市安岡寺町二丁目11番1号
- 磐手交番  - 高槻市別所新町2番20号
- 大冠北交番  - 高槻市春日町6番6号
- 大冠南交番  - 高槻市大塚町一丁目9番1号
- 川西交番  - 高槻市郡家新町35番28号
- 北大手交番  - 高槻市野見町1番8号
- 五領交番  - 高槻市五領町20番12号
- 三ケ牧交番  - 高槻市三島江一丁目5番16号
- 清水南芝谷交番  - 高槻市芝谷町19番1号
- 高槻駅前交番  - 高槻市白梅町1番1号
- 富田駅前交番  - 高槻市富田町一丁目8番27号
- 富田町交番  - 高槻市富田町六丁目1番18号
- 奈佐原交番 - 高槻市奈佐原二丁目11番20号
- 如是交番  - 高槻市芝生町二丁目35番20号
- 登町交番  - 高槻市登町15番11号
- 八丁畷交番  - 高槻市大学町3番1号
- 日吉台交番  - 高槻市日吉台五番町11番1号
- 牧田町交番  - 高槻市牧田町7番1号

### 三島郡島本町
- 水無瀬交番 - 三島郡島本町江川二丁目12番10号
- 山崎交番 - 三島郡島本町山崎三丁目1番4号

## 駐在所
- 樫田駐在所  - 高槻市大字田能小字岡畑51番地の1
- 清水北駐在所  - 高槻市大字原760番地の4